# Harbour Town Golf Links
De Harbour Town Golf Links is een golfbaan in de Verenigde Staten en werd opgericht in 1967. De golfbaan bevindt zich in Hilton Head Island, South Carolina, en het is een 18 holesbaan met een par van 71. De golfbaan wordt beheerd door de Sea Pines Resort en werd ontworpen door de golfbaanarchitecten Jack Nicklaus en Pete Dye.

## Golftoernooien
Voor het golftoernooi is de lengte van de baan voor de heren 6493 m met een par van 71. De course rating is 75,6 en de slope rating is 147.
- The Heritage: 1969-heden[1]
- Nabisco Championship: 1989